# Kempten am Rhein
Kempten am Rhein ist ein Stadtteil der Stadt Bingen am Rhein in Rheinland-Pfalz, in die es 1939 eingemeindet wurde, und hat 1.937 Einwohner (Stand Februar 2025).

## Geschichte

### Römerzeit
Eine Besiedlung im Bereich von Kempten seit der Römerzeit ist durch die Entdeckung und teilweise Ausgrabung der Villa Rustica Kempten  belegt. Funde aus der Hallstattzeit deuten jedoch auf eine ältere Besiedlung hin.  Die Römer nannten das Dorf „Caput Montis“ (lat.: Haupt des Berges), da der Ort am Fuße des Rochusberges liegt.

### Mittelalter
Die älteste erhaltene Erwähnung des Ortes findet sich in einer Schenkungsurkunde an das Kloster Lorsch. Eine nicht näher bekannte Wohltäterin namens Imma (Emma) schenkte ein Gut zu Bingen an der „Chamunder Mark“ (in Binga ad Chamunder marca) an das Kloster. Die Urkunde ist ohne Jahresbezeichnung, fällt aber in die Regierung Karls des Großen, also in das Ende des 8. oder Anfang des 9. Jahrhunderts. In einer Urkunde des Jahres 1032 lautet der Name „Camutin“ oder „Chamunder Mark“. Seit 1462 trägt Kempten seinen heutigen Namen. In diesem Jahr wurde Kempten von Erzbischof Adolf zusammen mit Dromersheim und Ockenheim an den Markgrafen Karl von Baden verpfändet. Der Mainzer Erzbischof Diether von Isenburg kaufte 1480 das Pfandgut zurück. Das Mainzer Domkapitel gelangte durch Tauschhandel in Besitz des Ortes. Mit den Dörfern Weiler, Trechtingshausen und Niederheimbach war Kempten dem Vizedomamt Bingen zugehörig. Die Gemeinde blieb bis zum Ende des 18. Jahrhunderts im Besitz des Domkapitels.

### Neuzeit
Nach der Einnahme des linken Rheinufers durch französische Revolutionstruppen wurde die Region 1793 von Frankreich annektiert. 
 Verzögert durch die Koalitionskriege wurde die Annexion erst nach 1797 konsolidiert, Kempten gehörte ab 1798 zum Département Donnersberg und dem dortigen Kanton Bingen. Gerichtlich war im Bereich des Kantons für die Zivilgerichtsbarkeit das Friedensgericht Bingen zuständig, für die Angelegenheiten der freiwilligen Gerichtsbarkeit bestanden Notariate.
Aufgrund 1815 auf dem Wiener Kongress getroffener Vereinbarungen und eines 1816 zwischen dem Großherzogtum Hessen, Österreich und Preußen geschlossenen Staatsvertrags kam Rheinhessen, und damit auch Kempten, zum Großherzogtum Hessen, das dieses neu erworbene Gebiet als Provinz Rheinhessen organisierte. Nach der Auflösung der Kantone in der Provinz 1835 lag Kempten im neu errichteten Kreis Bingen.
Das bis dahin für Kempten zuständige Friedensgericht Bingen wurde 1879 aufgelöst und durch das Amtsgericht Bingen ersetzt.
Nach dem Zweiten Weltkrieg gehörte die Gemeinde zur französischen Besatzungszone und wurde 1946 Teil des neu gebildeten Landes Rheinland-Pfalz.

## Wappen

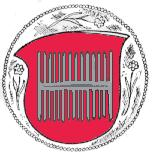
Gerichtssiegel von 1462

Das Wappen entstammt dem ältesten dokumentierten Gerichtssiegel der Gemeinde Kempten und zeigt einen silbernen doppelseitigen Kamm auf rotem Grund.

## Sehenswürdigkeiten
- Dreikönigskirche mit romanischem Turm, erbaut ca. 1100. In der Taufkirche ist der frühchristliche Grabstein einer hiesigen fränkischen Adeligen zu besichtigen, der Bertichilde-Grabstein. Ebenfalls findet sich an der Südseite des Baus eine römische Spolie, ein sogenannter „Viergötterstein“, der Reliefs unter anderen des Herkules und des Äskulap zeigt.
- Ruine der Rheinbrücke „Hindenburgbrücke“, die in den letzten Kriegstagen 1945 von deutschen Truppen auf dem Rückzug gesprengt wurde.

In der Liste der Kulturdenkmäler in Bingen am Rhein sind für Kempten am Rhein neun Einzeldenkmale und eine Denkmalzone aufgeführt.

## Verkehr
An der linken Rheinstrecke befindet sich der Haltepunkt Bingen-Gaulsheim, der bis 1915 Kempten b[ei] Bingen hieß. Ein zweiter Haltepunkt, Bingen-Kempten, lag an der Bahnstrecke Worms–Bingen Stadt. Er wurde aufgegeben.